# Nathaniel Curzon (4e baronnet)
Nathaniel Curzon, 4e baronnet (1676-1758) est un homme politique conservateur anglais qui représente trois circonscriptions au XVIIIe siècle.

## Biographie

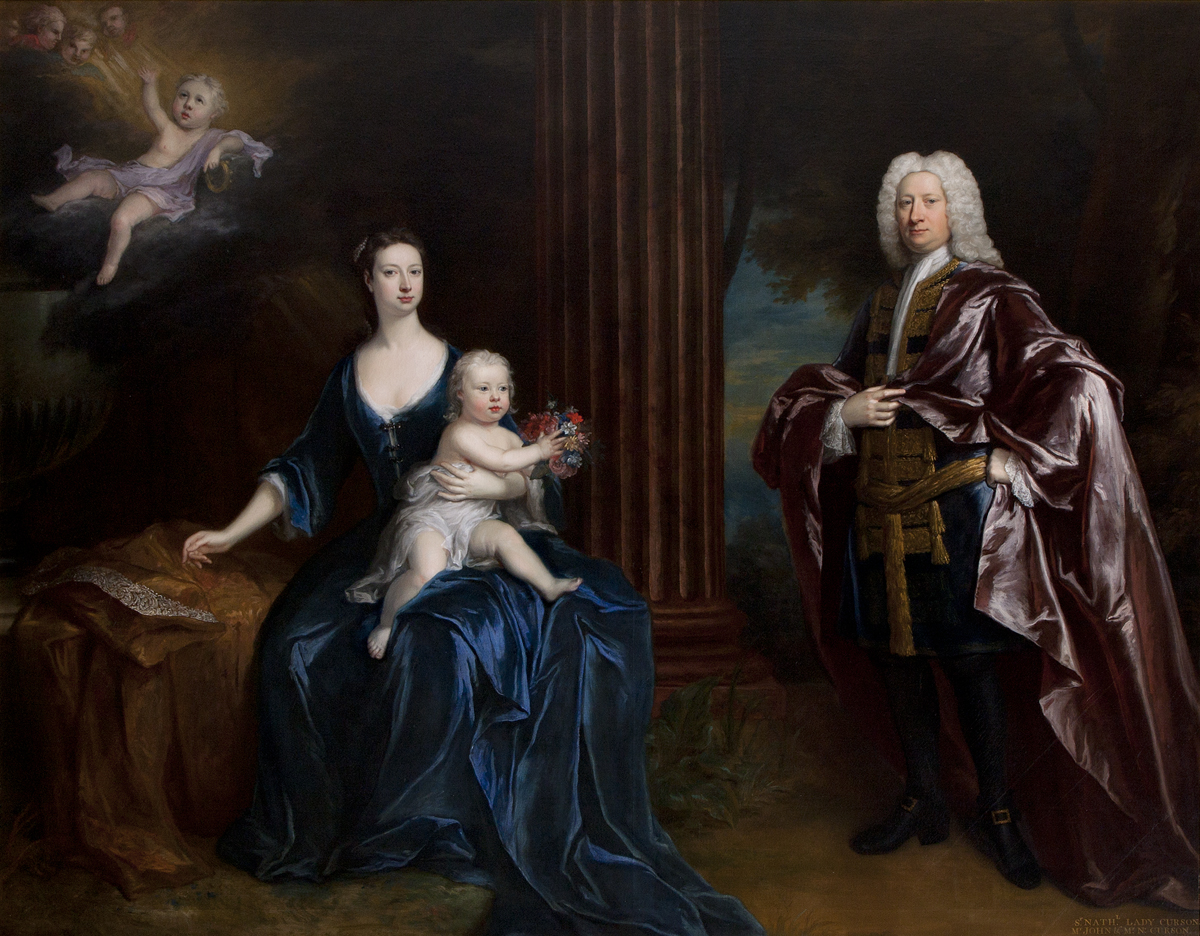
Sir Nathaniel Curzon, avec son épouse Mary Assheton, Lady Curzon et leurs fils Nathaniel et John de Jonathan Richardson, 1727-1730.

Il est le fils de Nathaniel Curzon, 2e baronnet de Kedleston, et de son épouse Sarah Penn, fille de William Penn de Penn, Buckinghamshire . 
Il est élu député de Derby en 1713 mais perd son siège en 1715. Il est ensuite élu pour Clitheroe en 1722. À la mort de son frère aîné, John Curzon (3e baronnet), en 1727, il hérite du titre de baronnet et du siège de Derbyshire en 1754. 
Il épouse Mary Assheton, fille de sir Ralph Assheton, 2e baronnet de Middleton, dans le Lancashire. Son fils aîné, Nathaniel lui succède comme baronnet et est devenu Lord Scarsdale. Son deuxième fils, Assheton Curzon, devient vicomte Curzon. 